# Per Buckhøj
Per Buckhøj f. Peter Buckhøj Nielsen (10. februar 1902 i Århus – 21. oktober 1964 på Frederiksberg) var en dansk skuespiller. 
Per Buckhøj er oprindeligt uddannet i en boghandel, hvor han arbejdede fra 1917-1920. Han boede 2 år i USA og blev herefter ansat ved politiet i Hasle, hvor han var indtil 1923. Han debuterede i 1925 på Århus Teater. Han var ansat ved flere forskellige scener i perioden 1926-1931, inden han vendte tilbage til Århus, hvor han opholdt sig frem til 1942. I 1933 giftede han sig med kollegaen Henny Lindorff, med hvem han fik sønnen Jørgen Buckhøj. I 1943 tog han til København, hvor han blev ansat ved Frederiksberg Teater, Det Ny Teater og Folketeatret i årene 1943-1947.
Efter at have medvirket i en række film fra 1942-1948, tog han til Afrika på filmekspedition.
Da han returnerede til Danmark blev han blandt andet ansat freelance ved radio og TV ved siden af sit filmarbejde. Han iscenesatte utallige festspil rundt om i landet og startede i 1952 de berømte Vikingespil i Frederikssund.
Per Buckhøj var også på rollelisten i filmen "The Vikings" (1958) med Kirk Douglas, Tony Curtis, Janet Leigh i hovedrollerne.
Begravet på Mariebjerg Kirkegård.

## Udvalgt filmografi
Blandt de film han medvirkede i kan nævnes:
- Flådens blå matroser – 1937
- Alle mand på dæk – 1942
- De tre skolekammerater – 1944
- Mordets melodi – 1944
- Lev livet let – 1944
- Det store ansvar – 1944
- Affæren Birte – 1945
- Mens sagføreren sover – 1945
- De røde enge – 1945
- Hans store aften – 1946
- Brevet fra afdøde – 1946
- Oktoberroser – 1946
- Far betaler – 1946
- Så mødes vi hos Tove – 1946
- Ditte Menneskebarn – 1946
- Mani – 1947
- Soldaten og Jenny – 1947
- Ta', hvad du vil ha' – 1947
- Familien Swedenhielm – 1947
- De pokkers unger – 1947
- Røverne fra Rold – 1947
- Hatten er sat – 1947
- My name is Petersen – 1947
- Lykke på rejsen – 1947
- Penge som græs – 1948
- Støt står den danske sømand – 1948
- Det gælder os alle – 1949
- Lynfotografen – 1950
- Mød mig på Cassiopeia – 1951
- Det gamle guld – 1951
- Det sande ansigt – 1951
- To minutter for sent – 1952
- Det store løb – 1952
- Vi arme syndere – 1952
- Adam og Eva – 1953
- Karen, Maren og Mette – 1954
- Gengæld – 1955
- Min datter Nelly – 1955